# Epiopsis
× Epiopsis, (abreviado Eps) en el comercio, es un híbrido intergenérico entre los géneros de orquídeas Cattleyopsis × Epidendrum. Fue publicado en Orchid Rev. 99(1168, cppo): 9 (1991).